# Etna (satèl·lit)
Etna (del grec Αίτνη) o Júpiter XXXI és un satèl·lit natural retrògrad irregular del planeta Júpiter. Fou descobert l'any 2001 per un equip de la Universitat de Hawaii liderat per Scott Sheppard i rebé la designació provisional de S/2001 J 11.

## Característiques
Etna té un diàmetre d'uns 3 quilòmetres, i orbita Júpiter a una distància mitjana de 22,285 milions de km en 679,641 dies, a una inclinació de 166 º a l'eclíptica (164° a l'equador de Júpiter), en una direcció retrògrada i amb una excentricitat de 0,393.
Pertany al grup de Carme, compost pels satèl·lits irregulars retrògrads de Júpiter en òrbites entre els 23 i 24 milions de km i en una inclinació d'uns 165 °.

## Denominació
El satèl·lit deu el seu nom al personatge de la mitologia grega Etna, la personificación divina de la muntanya Etna; tingué dos fills amb Zeus, els bessons Palics, deus sicilians dels gèisers. Altres autors relacionen els fills d'Etna amb Hefest o Demèter.
Rebé el nom definitiu d'Etna el 22 d'octubre de 2002. Anteriorment havia tingut la designació provisional de S/2001 J 11, que indica que fou l'onzè satèl·lit fotografiat per primera vegada l'any 2000.